# Wojciech Marks
Wojciech Marks – profesor nauk technicznych, profesor zwyczajny Wyższej Szkoły Ekologii i Zarządzania w Warszawie.

## Życiorys
Otrzymał stopień naukowy doktora i stopień doktora habilitowanego. W 1992 prezydent RP nadał mu tytuł naukowy profesora nauk technicznych. Był zatrudniony w Instytucie Podstawowych Problemów Techniki Polskiej Akademii Nauk. Został profesorem zwyczajnym na Wydziale Architektury Wyższej Szkoły Ekologii i Zarządzania w Warszawie.
Pod jego kierunkiem stopień naukowy doktora otrzymali Mariusz Adamski i Hanna Jędrzejuk.
Był członkiem Komitetu Inżynierii Lądowej i Wodnej Polskiej Akademii Nauk.